# Nº6 ZAO Novoserguíyevskoye
La sección N.º 6 del ZAO "Novosergíevskoye" (del ruso: N.º 6 ЗАО «Новосергиевское») es un posiólok del raión de Krylovskaya del krai de Krasnodar de Rusia. Está situado a orillas del río Kavalerka, afluente del Yeya, 18 km al nordeste de Krylovskaya y 167 km al nordeste de Krasnodar, la capital del krai. Tenía 13 habitantes en 2010 Tenía 13 habitantes en 2002. 
Pertenece al municipio Novosergiévskoye.